# Frank Furedi
Frank Furedi és catedràtic de Sociologia de la Universitat de Kent. Des de 1995, i especialment des de l'11M, ha investigat sobre la sociologia de la por i sobre quins processos culturals han influenciat en la construcció de la consciència del risc en el món contemporani. És autor, entre d'altres, dels llibres Population and Development (Polity Press, 1997), The Silent War (Pluto Press, 1998), Culture of Fear (edició revisada per Continuum, 2002), Politics of Fear (Continuum Press, 2005) i Where Have All the Intellectuals Gone?: Confronting 21st Century Philistinism (segona edició per Continuum Press, 2006). Actualment treballa en dos textos interrelacionats: Disasters, Terrorism and the Growth of a Market in Fear i Rumours.